# Лукіан Антіохійський
Лукіан Антіохійський, відомий також як Луціан Мученик (грец. Λουκιανός Αντιοχείας; бл. 240 — 7 січня 312) — християнський пресвітер, богослов і мученик. Відзначався як вченістю, так і аскетичною побожністю.

## Історія
За Суідасом, Лукіан народився в Самосаті, Коммагене, Сирія, у християнських батьків, а освіту здобув у сусідньому місті Едеса, Месопотамія, у школі Макарія. Однак ця традиція могла бути пов'язана з змішуванням з його відомим тезкою Лукіаном із Самосати, язичницьким сатириком ІІ століття.
В Антіохії Лукіан був висвячений на пресвітера. Євсевій Кесарійський відзначає його богословську вченість, а в життєписі Лукіана (складеному після 327 р.) повідомляється, що він заснував школу Дідаскалеон. Науковці, які слідують за Адольфом фон Гарнаком, вважають його першим головою Антіохійської школи з посиланнями на пізніших богословів Діодора Тарського та Феодора Мопсуестійського, але цей твердження не зафіксовано в збережених джерелах.
Після низложення єпископа Антіохії Павла Самосатського він потрапив під підозру в єресі і був відлучений від церкви. За словами Александра Александрійського, він залишався в розколі під час єпископатів трьох єпископів Домна, Тимея та Кирила, адміністрація яких продовжилася з 268 до 303 року. Лукіан примирився з Церквою або на початку єпископату Кирила (можливо, близько 285 р.), що здається більш вірогідним, або за наступника Кирила Тирана.
Під час переслідування Максиміна Дайя Лукіан був заарештований в Антіохії і відправлений до Нікомидії, де за дев'ять років ув'язнення зазнав багато катувань. Двічі його виховували на експертизу, і обидва рази вміло захищався і відмовився відректися від християнської віри.
Його смерть невідома. Він міг померти від голоду. Інша, більш імовірна ймовірність, це те, що йому відрубали голову. Традиційною датою його страти є 7 січня 312 року в Нікомедії. Існує пізня традиція невизначеного походження, що його втопили в морі і що його тіло було повернуто на сушу дельфіном.
Він був похований у Дрепанумі на Нікомедійській затоці, яка пізніше була перейменована в Геленополіс на честь Єлени, матері Костянтина Великого.
Його також вшановують як святого 7 січня в римо-католицькій церкві і 15 жовтня в православній церкві.

## Теологія
Богословська позиція Лукіана викликає суперечки. Спроби реконструювати його богослов'я з дійшли до нас джерел привели до суперечливих результатів.
Оскільки Арій у листі звернувся до Євсевія Нікомедійського як «sylloukianistes» («співлюціаніст»), теологія Лукіана стала асоціюватися з аріанською суперечкою. Слідом за Адольфом фон Гарнаком багато вчених тлумачили це слово (яке з'являється лише в цьому випадку) як теологічну школу, і тому бачили не тільки Євсевія, але й Арія та інших аріанських лідерів (серед них Маріс, Теогніс Нікейський та Астерій) учнями Лукіана і перенесли аріанські погляди на Лукіана. Першим письменником, який чітко засвідчив таке учнівство для ряду симпатиків аріан, але не для Арія та його найближчих однодумців, був церковний історик аномеян Філосторгій.
Інші тлумачили це слово як вказівку не на богословський зв'язок, а на особливу пошану, яку надає Лукіану Євсевій, який на той час очолював церкву Нікомедії, місце мученицької смерті Лукіана. Шанування Лукіана посилилося в другій половині правління Костянтина, зокрема, завдяки заступництву імператриці Олени.
Противники аріанства, такі як Александр Александрійський, протистояли цьому шанування, відзначаючи розкольницьке минуле Лукіана. Марк Вікторін ототожнював партію Євсебія з Лукіаном. Епіфаній пов'язує Лукіана з єретичними поглядами на людську душу Христа, яку зберігали аріани (але й інші), і розповідає, що аріани шанували Лукіана як свого мученика і що Лукіан жив разом з Євсевієм в Никомедії.
З іменем Лукіана пов'язаний також Символ віри посвячення, прийнятий на Антіохійському соборі в 341 році. Ця асоціація невідома Афанасію Александрійському та Іларію Пуатьє, але відома й прийнята пізнішими письменниками. Ймовірно, це виховала партія Гомоусів. У своїй опозиції проти гомоянської партії, яку підтримував імператор Констанцій II, гомоусії заявляли про спадщину Лукіана і прийняли визначення 341 як свого віровчення.
Інші спроби реконструювати теологію Лукіана почалися з Павла Самосатського, чия відмова від алегоричних тенденцій Александрійської школи, і особливо Орігена, була перенесена на Лукіана.
Оскільки ці ототожнення створили суперечливу картину Лукіана, деякі вчені припускають існування двох Лукіанів, перший був послідовником Павла Самосатського, другий був мучеником Лукіаном, богословом в орігеністській традиції та вчителем Арія та Євсевія Нікомедійського. Однак зараз ця пропозиція в основному відхилена.
Якою б не була його теологія, на його статус мученика і святого не вплинули занепокоєння ортодоксії. За словами Філіпа Шаффа: «Протилежні повідомлення легко узгодити з припущенням, що Лукіан був критичним вченим із деякими особливими поглядами на Трійцю та христологію, які не були в гармонії з пізнішою нікейською ортодоксією, але що він стер усі плями своїм героїчним визнанням і мученицькою смертю».

## Біблійний текст
Лукіану приписують критичну редакцію тексту Септуагінти та грецького Нового Завіту. Отриманий рукопис був популярний у Сирії та Малій Азії, пізніше використовувався Златоустом та пізнішими грецькими отцями, і який лежить в основі textus receptus. Однак Лукіан взяв на себе зобов'язання «виправити» отримані рукописи, сказавши, що виправляє помилки, які з часом прокралися. Він зобов'язався переглянути Септуагінту на основі оригіналу івриту. За це він отримав критику. Єронім згадує, що копії його роботи з грецького Старого Завіту були відомі в його часи як «exemplaria Lucianea», але в інших місцях він досить зневажливо говорить про тексти Лукіана. Єронім також писав: «Цей (Заповіт) безперечно відрізняється в нашій мові і ведеться різними потоками; необхідно шукати єдине джерело. Я пропускаю ті книги, які називаються іменами Лукіана та Ісіхія, на які кілька людей помилково претендують на авторитет, яким так чи інакше не дозволялося переглядати ні в Старому інструменті після Сімдесяти перекладачів, ні виливати редакції в Новому; у зв'язку з тим, що Святе Письмо було раніше перекладено мовами багатьох народів, тепер можна показати, що доповнення є неправдивими». За відсутності певної інформації неможливо визначити достоїнства критичних праць Лукіана. Указ Геласіана VI століття, твір Латинської Західної Церкви, а не Грецької Східної Церкви, де творчість Лукіана була більш популярною, містить список апокрифічних книг, яких «католики повинні уникати», який включає «Євангеліє, яке підробив Лукіан». Сучасні вчені позначають лукіанські відступи літерою L, щоб вказати, що коли виникають різні варіанти читання, вони, можливо, були отримані від коригування Лукіана.

## Подальше читання
- Gustave Bardy. Recherches sur saint Lucien d'Antioche et son école (Paris: Beauchesne, 1936).